# Municipio de La Gomera
Municipio de La Gomera är en kommun i Guatemala.   Den ligger i departementet Departamento de Escuintla, i den sydvästra delen av landet, 80 km sydväst om huvudstaden Guatemala City.